# Lista siturilor arheologice din județul Constanța - H
Lista siturilor arheologice din județul Constanța - H conține toate siturile arheologice din județul Constanța înscrise în Repertoriul Arheologic Național (RAN) și aflate în localități al căror nume începe cu litera H. RAN este administrat de Ministerul Culturii și Patrimoniului Național și cuprinde date științifice, cartografice, topografice, imagini și planuri, precum și orice alte informații privitoare la zonele cu potențial arheologic, studiate sau nu, încă existente sau dispărute.
Puteți căuta un sit din localitățile care încep cu litera H folosind formularul de mai jos sau puteți naviga prin toate siturile din județ la Lista siturilor arheologice din județul Constanța.
| Cod RAN                                  | Denumire | Localitate                  | Adresă            | Datare                             | Descoperit | Coordonate                                    | Imagine           | Erori            |
| ---------------------------------------- | --- | --------------------------- | ----------------- | ---------------------------------- | ---------- | --------------------------------------------- | ----------------- | ---------------- |
| 60918.01.01 (Cod LMI: CT-I-s-B-02675)    | Situl arheologic de la Hațeg / ansamblu anonim (Categorie: locuire civilă) (Tip: Așezare)                                   | sat Hațeg, comuna Adamclisi |                   | geto-dacică sec. IV - II a.Chr.    |            |                                               | Încărcați imagine | Raportați eroare |
| 60918.01.02 (Cod LMI: CT-I-s-B-02675)    | Situl arheologic de la Hațeg / ansamblu anonim (Categorie: locuire civilă) (Tip: Așezare)                                   | sat Hațeg, comuna Adamclisi |                   | sec. I - IV p.Chr.                 |            |                                               | Încărcați imagine | Raportați eroare |
| 60918.01.03 (Cod LMI: CT-I-s-B-02675)    | Situl arheologic de la Hațeg / ansamblu anonim (Categorie: locuire civilă) (Tip: Așezare)                                   | sat Hațeg, comuna Adamclisi |                   |                                    |            |                                               | Încărcați imagine | Raportați eroare |
| 60810.04.01 (Cod LMI: CT-I-m-A-02678.05) | Situl arheologic de la Hârșova / ansamblu anonim (Categorie: locuire) (Tip: Necropolă otomană)                              | oraș Hârșova                |                   |                                    |            | 44°41′20″N 27°57′42″E / 44.68889°N 27.96167°E | Încărcați imagine | Raportați eroare |
| 60810.04.02 (Cod LMI: CT-I-m-A-02678.03) | Situl arheologic de la Hârșova / ansamblu anonim (Categorie: locuire) (Tip: Necropolă plană și tumulară)                    | oraș Hârșova                |                   | sec. II-III; sec. IV-VI            |            | 44°41′20″N 27°57′42″E / 44.68889°N 27.96167°E | Încărcați imagine | Raportați eroare |
| 60810.04.03 (Cod LMI: CT-I-m-A-02678.04) | Situl arheologic de la Hârșova / ansamblu anonim (Categorie: locuire) (Tip: Așezare)                                        | oraș Hârșova                |                   |                                    |            | 44°41′20″N 27°57′42″E / 44.68889°N 27.96167°E | Încărcați imagine | Raportați eroare |
| 60810.02.01 (Cod LMI: CT-I-s-A-02677)    | Situl arheologic de la Hârșova - Tell / ansamblu anonim (Categorie: locuire) (Tip: Tell)                                    | oraș Hârșova                | Tell              | Boian - Spanțov                    |            | 44°41′07″N 27°56′50″E / 44.68528°N 27.94722°E | Încărcați imagine | Raportați eroare |
| 60810.02.02 (Cod LMI: CT-I-s-A-02677)    | Situl arheologic de la Hârșova - Tell / ansamblu anonim (Categorie: locuire) (Tip: Tell)                                    | oraș Hârșova                | Tell              | Gumelnița - A2                     |            | 44°41′07″N 27°56′50″E / 44.68528°N 27.94722°E | Încărcați imagine | Raportați eroare |
| 60810.02.03 (Cod LMI: CT-I-s-A-02677)    | Situl arheologic de la Hârșova - Tell / ansamblu anonim (Categorie: locuire) (Tip: Tell)                                    | oraș Hârșova                | Tell              | Cernavodă I                        |            | 44°41′07″N 27°56′50″E / 44.68528°N 27.94722°E | Încărcați imagine | Raportați eroare |
| 60810.02.04 (Cod LMI: CT-I-s-A-02677)    | Situl arheologic de la Hârșova - Tell / ansamblu anonim (Categorie: locuire) (Tip: Tell)                                    | oraș Hârșova                | Tell              | Cernavodă III                      |            | 44°41′07″N 27°56′50″E / 44.68528°N 27.94722°E | Încărcați imagine | Raportați eroare |
| 60810.02.05 (Cod LMI: CT-I-s-A-02677)    | Situl arheologic de la Hârșova - Tell / ansamblu anonim (Categorie: locuire) (Tip: Așezare)                                 | oraș Hârșova                | Tell              | Babadag                            |            | 44°41′07″N 27°56′50″E / 44.68528°N 27.94722°E | Încărcați imagine | Raportați eroare |
| 60810.02.06 (Cod LMI: CT-I-s-A-02677)    | Situl arheologic de la Hârșova - Tell / ansamblu anonim (Categorie: locuire) (Tip: Așezare)                                 | oraș Hârșova                | Tell              | sec.I-III                          |            | 44°41′07″N 27°56′50″E / 44.68528°N 27.94722°E | Încărcați imagine | Raportați eroare |
| 60810.02.07 (Cod LMI: CT-I-s-A-02677)    | Situl arheologic de la Hârșova - Tell / ansamblu anonim (Categorie: locuire) (Tip: Necropolă)                               | oraș Hârșova                | Tell              | Sântana de Mureș - Cerneahov sec.V |            | 44°41′07″N 27°56′50″E / 44.68528°N 27.94722°E | Încărcați imagine | Raportați eroare |
| 60810.02.08 (Cod LMI: CT-I-s-A-02677)    | Situl arheologic de la Hârșova - Tell / ansamblu anonim (Categorie: locuire) (Tip: Așezare)                                 | oraș Hârșova                | Tell              | Dridu                              |            | 44°41′07″N 27°56′50″E / 44.68528°N 27.94722°E | Încărcați imagine | Raportați eroare |
| 60810.02.09 (Cod LMI: CT-I-s-A-02677)    | Situl arheologic de la Hârșova - Tell / ansamblu anonim (Categorie: locuire) (Tip: Așezare)                                 | oraș Hârșova                | Tell              | sec.XVI-XVIII                      |            | 44°41′07″N 27°56′50″E / 44.68528°N 27.94722°E | Încărcați imagine | Raportați eroare |
| 60810.01.01 (Cod LMI: CT-I-s-A-02676)    | Așezarea și cetatea Carsium de la Hârșova - "La Cetate" / ansamblu Carsium (Categorie: locuire civilă) (Tip: Cetate)        | oraș Hârșova                | La Cetate         | sec.VI-XI                          |            | 44°40′53″N 27°57′08″E / 44.68139°N 27.95222°E | Încărcați imagine | Raportați eroare |
| 60810.01.02 (Cod LMI: CT-I-s-A-02676)    | Așezarea și cetatea Carsium de la Hârșova - "La Cetate" / ansamblu Carsium (Categorie: locuire civilă) (Tip: Cetate)        | oraș Hârșova                | La Cetate         | sec.XVI-XVII                       |            | 44°40′53″N 27°57′08″E / 44.68139°N 27.95222°E | Încărcați imagine | Raportați eroare |
| 60810.01.03 (Cod LMI: CT-I-s-A-02676)    | Așezarea și cetatea Carsium de la Hârșova - "La Cetate" / ansamblu anonim (Categorie: locuire civilă) (Tip: Cetate)         | oraș Hârșova                | La Cetate         | sec.I-III                          |            | 44°40′53″N 27°57′08″E / 44.68139°N 27.95222°E | Încărcați imagine | Raportați eroare |
| 60810.01.04 (Cod LMI: CT-I-s-A-02676)    | Așezarea și cetatea Carsium de la Hârșova - "La Cetate" / ansamblu anonim (Categorie: locuire civilă) (Tip: Așezare)        | oraș Hârșova                | La Cetate         | Dridu sec.IX-XIII                  |            | 44°40′53″N 27°57′08″E / 44.68139°N 27.95222°E | Încărcați imagine | Raportați eroare |
| 60810.01.05 (Cod LMI: CT-I-s-A-02676)    | Așezarea și cetatea Carsium de la Hârșova - "La Cetate" / ansamblu anonim (Categorie: locuire civilă) (Tip: Fortificație)   | oraș Hârșova                | La Cetate         | romană                             |            | 44°40′53″N 27°57′08″E / 44.68139°N 27.95222°E | Încărcați imagine | Raportați eroare |
| 60810.06.01                              | Situl arheologic de la Hârșova - Edificiul / ansamblu anonim (Categorie: construcție) (Tip: Construcție)                    | oraș Hârșova                | Edifciu           | sec. IV - VIII                     |            |                                               | Încărcați imagine | Raportați eroare |
| 60918.02.01                              | Așezarea Latene de la Hațeg / ansamblu anonim (Categorie: așezare) (Tip: Așezare)                                           | sat Hațeg, comuna Adamclisi |                   |                                    | 1976       |                                               | Încărcați imagine | Raportați eroare |
| 60650.01.01                              | Necropola tumulară de la Hagieni / ansamblu anonim (Categorie: descoperire funerară) (Tip: Necropolă tumulară)              | sat Hagieni, comuna Limanu  |                   |                                    | 1960       | 43°47′11″N 28°29′44″E / 43.78639°N 28.49556°E | Încărcați imagine | Raportați eroare |
| 60650.02.01                              | Așezarea Latène de la Hagieni / ansamblu anonim (Categorie: locuire) (Tip: Așezare)                                         | sat Hagieni, comuna Limanu  |                   | sec. IV-III a. Chr                 | 1959       |                                               | Încărcați imagine | Raportați eroare |
| 60810.05.01                              | Necropola de inhumație de epoca bronzului / ansamblu anonim (Categorie: descoperire funerară) (Tip: Necropolă de inhumație) | oraș Hârșova                |                   | Yamnaia                            | 1960-1963  | 44°40′49″N 27°56′31″E / 44.68028°N 27.94194°E | Încărcați imagine | Raportați eroare |
| 60918.03.01                              | Movila Talasman de la Hațeg-Talasman / ansamblu Movila Talasman (Categorie: tumul) (Tip: Tumul)                             | sat Hațeg, comuna Adamclisi | Talasman          |                                    |            | 44°08′38″N 27°56′20″E / 44.14383°N 27.9388°E  | Încărcați imagine | Raportați eroare |
| 60650.03.01                              | Așezarea elenistică de la Hagieni / ansamblu anonim (Categorie: locuire) (Tip: Așezare)                                     | sat Hagieni, comuna Limanu  |                   | elenistică                         |            | 43°46′45″N 28°28′34″E / 43.77917°N 28.47611°E | Încărcați imagine | Raportați eroare |
| 60650.04.01                              | Așezarea romană de la Hagieni / ansamblu anonim (Categorie: locuire) (Tip: Așezare)                                         | sat Hagieni, comuna Limanu  |                   | romană sec. II-III                 |            |                                               | Încărcați imagine | Raportați eroare |
| 60810.07.01                              | Situl arheologic de la Hârșova - La Tabie/La Releu / ansamblu anonim (Categorie: locuire) (Tip: Așezare)                    | oraș Hârșova                | La Tabie/La Releu | Gumelnița                          |            | 44°41′51″N 27°55′38″E / 44.6975°N 27.92722°E  | Încărcați imagine | Raportați eroare |
| 60810.07.02                              | Situl arheologic de la Hârșova - La Tabie/La Releu / ansamblu anonim (Categorie: locuire) (Tip: Așezare)                    | oraș Hârșova                | La Tabie/La Releu | Boian                              |            | 44°41′51″N 27°55′38″E / 44.6975°N 27.92722°E  | Încărcați imagine | Raportați eroare |
| 60810.07.03                              | Situl arheologic de la Hârșova - La Tabie/La Releu / ansamblu anonim (Categorie: locuire) (Tip: Așezare)                    | oraș Hârșova                | La Tabie/La Releu | Hamangia - III                     |            | 44°41′51″N 27°55′38″E / 44.6975°N 27.92722°E  | Încărcați imagine | Raportați eroare |
| 60810.07.04                              | Situl arheologic de la Hârșova - La Tabie/La Releu / ansamblu anonim (Categorie: locuire) (Tip: Așezare)                    | oraș Hârșova                | La Tabie/La Releu | Babadag - II                       |            | 44°41′51″N 27°55′38″E / 44.6975°N 27.92722°E  | Încărcați imagine | Raportați eroare |
| 60810.07.05                              | Situl arheologic de la Hârșova - La Tabie/La Releu / ansamblu anonim (Categorie: locuire) (Tip: Așezare)                    | oraș Hârșova                | La Tabie/La Releu | Dridu                              |            | 44°41′51″N 27°55′38″E / 44.6975°N 27.92722°E  | Încărcați imagine | Raportați eroare |
| 60810.08.01                              | Drumul antic de la Hârșova / ansamblu anonim (Categorie: drum) (Tip: Drum)                                                  | oraș Hârșova                |                   | romană                             |            |                                               | Încărcați imagine | Raportați eroare |
| 60810.09.01                              | Necropla tumulară de la Hârșova (lângă E60) / ansamblu anonim (Categorie: necropolă) (Tip: Necropolă)                       | oraș Hârșova                |                   | romană                             |            |                                               | Încărcați imagine | Raportați eroare |
| 60810.10.01                              | Turnul de supraveghere de la Hârșova (1) / ansamblu anonim (Categorie: construcție) (Tip: Tumul)                            | oraș Hârșova                |                   |                                    |            |                                               | Încărcați imagine | Raportați eroare |
| 60810.11.01                              | Turnul de supraveghere de la Hârșova (2) / ansamblu anonim (Categorie: construcție) (Tip: Turn)                             | oraș Hârșova                |                   |                                    |            |                                               | Încărcați imagine | Raportați eroare |